# Odile Ahouanwanou

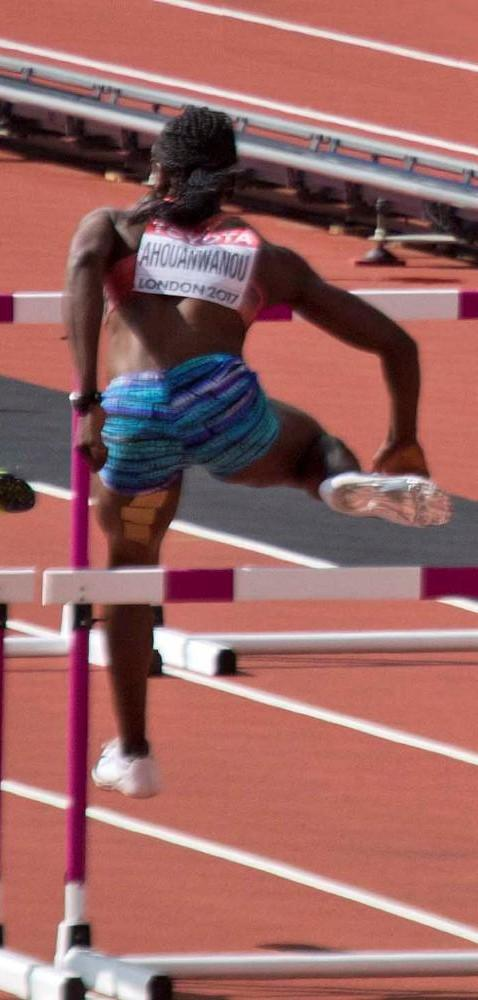

Odile Ahouanwanou (sinh 05 tháng 1 năm 1991) là một  vận động viên bảy môn phối hợp người Bénin, người cũng chuyên về 100 mét vượt rào; cô giữ kỷ lục Bénin trong cả hai sự kiện. Cô đã tham dự Thế vận hội Mùa hè 2012, Thế vận hội Châu Phi 2015 và hai Giải vô địch Châu Phi về Điền kinh, và giành huy chương bạc ở môn nhảy dù ở Thế vận hội Châu Phi 2015.

## Cuộc thi
Ahouanwanou ra mắt quốc tế tại Giải vô địch châu Phi năm 2012 về điền kinh ở Porto-Novo, Bénin. Cô thi đấu trong bảy môn phối hợp và kết thúc thứ sáu tổng thể với một điểm số điểm của 4983, 941 điểm đằng sau những huy chương vàng. Kết quả tốt nhất của Ahouanwanou trong một môn học cá nhân là thứ tư trong cả ném lao và đẩy tạ. Tại Thế vận hội Mùa hè 2012, cô đã thi đấu ở các 100 mét vượt rào. Cô đã xếp thứ tám trong số chín đối thủ cạnh tranh trong Heat 6, lập kỷ lục quốc gia mới của Bénin ở mức 14,76 giây.
Cuộc thi lớn tiếp theo của Ahouanwanou là Giải vô địch châu Phi năm 2014 về điền kinh, khi cô về đích thứ tám ở môn nhảy dù với 4309 điểm. Cô đã giành được kỷ luật bắn và javelin, nhưng cô đã bị loại trong các chướng ngại vật 100 mét. Ahouanwanou sau đó thi đấu trong Đại hội Thể thao châu Phi năm 2015, nơi cô giành huy chương bạc trong Heptathlon với một điểm số điểm của 5734. Cô đã hoàn thành đầu tiên trong đẩy tạ và trong ném lao, thứ hai trong 200 mét, thứ tư trong nhảy cao, thứ năm trong các chướng ngại vật 100 mét, bảy trong 800 mét và thứ tám trong nhảy xa.